# Пістолета
Пістолета (окс. Pistoleta, роки творчості 1185–1228) — провансальський трубадур. Його ім'я (фактично прізвисько) окситанскою мовою означає «невеликий лист (послання), листик». Його творчу спадщину складають одинадцять пісень, включаючи дев'ять кансон і дві тенсони.
Відповідно до його віди (життєпису трубадура), він був співаком (cantaire) Арнаута де Марейля, ймовірно, мається на увазі, що він був жонглером, який виконував пісні Арнаута, або його посильним, що перевозив твори трубадура з одного місця в інше в усній і письмовій формі. Можливо, через нього передавалися любовні пісні Арнаута, адресовані «графині де Бурлац», дружині віконта Безьє і Каркассона Роджьєра II, що може пояснити його прізвисько. Якщо віда повідомляє вірні відомості про ранню кар'єру Пістолети, то він був жонглером приблизно з 1195 року або, можливо, раніше — з 1185 року; свою ж власну кар'єру трубадура розпочав близько 1205 року.
У п'яти творах Пістолети згадується король Арагона, вважається, що це Педро II. З пісні Пістолети «Король Арагона, якого я зробив [своїм] сеньйором» (Ai! tan sospir mi venon noit e dia of the reis d'Arragon, de cui ai fait siengnor) дослідники роблять висновок, що деякий час він провів при Арагонському дворі. В іншому творі, Anc mais nulhs hom no fon apoderatz, трубадур звертається до короля здалеку. Відомо про контакти Пістолети з Ебле V Вентадорнським, Томасом I Савойським і Блакацем III. В юності він, можливо, здійснив подорожі в Лімузен і Лангедок. Після жовтня 1214 року Пістолета створив Ses chantars fos grazitz, плач (planh) на смерть Педро II і Альфонсо VIII Кастильського, що померли в 1213 і 1214 роках відповідно.
Останній відомий твір трубадура — тенсона з Марією Вентадорнською, що датується 1228 роком.
Одним з найбільш відомих творів Пістолети є кансона «Мені б тисячу марок сріблом», де автор виступає від імені бідного жонглера.